# Camí dels Prats de Dalt
El Camí dels Prats de Dalt és un camí del terme de Castell de Mur, Pallars Jussà, dins de l'antic terme de Guàrdia de Tremp.
Arrenca del Camí de Rodelló, al sud-est de la vila de Guàrdia de Noguera, a prop i al nord-oest del Tros de Canja, des d'on arrenca cap a migdia, i en un breu tram arriba a la partida de l'Hospital, on troba una cruïlla de la qual arrenquen cap al sud-oest el Camí dels Prats de Baix, cap al sud el Camí del Lledó, i cap al sud-est, el Camí de Sant Sebastià.
Un segon tram s'adreça des de l'anterior cap a la partida de los Prats.

## Etimologia
Pren el nom de la part alta de la partida dlos Prats, que és on mena.